# John Gummer
John Selwyn Gummer, baron Deben (né le 26 novembre 1939 à Stockport, Cheshire) est un homme politique conservateur britannique.

## Biographie

### Jeunesse
Fils aîné d'un prêtre de l'Église d'Angleterre, le chanoine Selwyn Gummer son frère cadet est Peter Gummer (baron Chadlington), professionnel des relations publiques. 
Gummer fréquente la King's School de Rochester avant de se rendre au Selwyn College de Cambridge, où il étudie l'histoire. Pendant qu'il y est, en tant que président de la Cambridge University Conservative Association et plus tard président de la Cambridge Union Society, il est membre de ce qui est devenu connu sous le nom de Cambridge Mafia - un groupe de futurs ministres du Cabinet conservateur, dont Leon Brittan, Michael Howard, Kenneth Clarke, Norman Lamont et Norman Fowler.

## Vie publique

### Député
Élu pour la première fois au Parlement lors des élections générales de 1970, où il bat le député James Dickens à Lewisham West, Gummer s'était présenté sans succès à Greenwich en 1964 et 1966. Il est battu en février 1974 par Christopher Price du Labour et décide de ne pas se présenter aux élections lors de la deuxième élection de la même année. 
En 1979, il est réélu à la Chambre des communes, à Eye dans le Suffolk, après la retraite du vétéran conservateur Harwood Harrison. Il est député de la circonscription puis de Suffolk Coastal jusqu'à sa retraite des Communes en 2010. 

### Au gouvernement
Gummer est Secrétaire parlementaire privé du ministre de l'Agriculture dans le gouvernement d'Edward Heath, avant d'être nommé vice-président du Parti conservateur - poste qu'il occupe jusqu'à la chute du gouvernement en 1974. Après son retour à la Chambre lors des élections de 1979, il occupe divers postes au gouvernement et est président du Parti conservateur de 1983 à 1985 - un poste qu'il occupait au moment de l'Attentat de Brighton lors de la conférence du Parti conservateur en 1984. Il rejoint le Cabinet en 1989 en tant que ministre de l'Agriculture, des Pêcheries et de l'Alimentation, avant de devenir secrétaire d'État à l'Environnement auprès de John Major en 1993. 
En tant que secrétaire à l'environnement, il introduit la loi sur l'environnement de 1995 et la taxe sur les décharges, qui est la première taxe environnementale de ce type au Royaume-Uni. Le magazine BBC Wildlife décrit Gummer comme le "secrétaire à l'environnement sur lequel tous les autres sont jugés". En 1997, il reçoit la médaille de la Société royale pour la protection des oiseaux et est décrit par les Amis de la Terre comme « le meilleur secrétaire à l'Environnement que nous ayons jamais eu ». 
Il avait la responsabilité de la sécurité sanitaire des aliments lors de l'épidémie de maladie de la vache folle en 1989-1990 qui a finalement fait 178 morts britanniques. Au plus fort de la crise en mai 1990, il a tenté de réfuter les preuves croissantes de l'ESB / maladie de Creutzfeldt-Jakob en donnant à sa fille de quatre ans un hamburger devant les caméras de presse.

### Dans l'opposition
À la suite de la victoire des travaillistes de 1997, il est devenu député d'arrière-ban et président du Groupe multipartite sur l'architecture et la planification. Pendant ce temps, il se penche sur les causes environnementales, en présentant une motion sur le réchauffement climatique au Parlement avec Michael Meacher et Norman Baker. Il a également joué un rôle déterminant dans l'adoption de la loi de 2008 sur le changement climatique. 
En raison de ses références environnementales, en 2005, David Cameron demande à Gummer de présider le groupe de politique sur la qualité de vie avec Zac Goldsmith comme adjoint. 
En 2009, Gummer est impliqué dans le Scandale des dépenses du Parlement du Royaume-Uni, après avoir réclamé 36 000 £ pour l'entretien de son jardin sur quatre ans, à titre de dépenses parlementaires. Bien que les réclamations aient été encouragées et initialement approuvées par le Bureau des taxes parlementaires, les règles stipulent que les réclamations ne doivent concerner que les dépenses essentielles aux fonctions parlementaires. Il a remboursé 11 538 £ pour le jardinage et les factures du ménage et a fait don de 11 500 £ à une association caritative. Par la suite, le rapport Legg a montré que 343 députés avaient été invités à rembourser de l'argent, Gummer payant le septième montant le plus élevé.
John Gummer se retire de la Chambre des communes lors des élections générales de 2010 et est nommé à la Chambre des lords en tant que Lord Deben.

### Chambre des lords
Le 21 juin 2010, il est créé pair à vie en tant que baron Deben, de Winston, dans le comté de Suffolk. Il tire son titre de la rivière Deben. Il est présenté à la Chambre des lords le même jour, soutenu par son frère, Lord Chadlington, et le compositeur Andrew Lloyd Webber. 
En tant que modéré pro-européen, Lord Deben soutient la candidature au leadership du parti de Kenneth Clarke. 
En septembre 2012, Lord Deben est nommé président du comité britannique indépendant sur le changement climatique, succédant à Adair Turner. Le comité conseille le gouvernement britannique sur l'établissement et le respect des budgets carbone et sur la préparation aux impacts du changement climatique. 

## Vie privée
Lord Deben est marié à Penelope Gardner depuis 1977 et vit dans le Suffolk. Ils ont quatre enfants, dont Ben Gummer, qui est député d'Ipswich de 2010 à 2017. 
Il se convertit au catholicisme en 1992, après avoir été anglican pratiquant et membre du Synode général de l'Église d'Angleterre. Il soutient la création de l'Ordinariat personnel de Notre-Dame de Walsingham pour les anciens anglicans qui, comme lui, ont rejoint l'Église catholique, notamment en tant que vice-président honoraire des Amis de l'Ordinariat personnel de Notre-Dame de Walsingham. En juillet 2018, il reçoit le diplôme honorifique de docteur ès sciences (D.Sc) de l'Université d'East Anglia.
Il préside le cabinet de conseil en développement durable Sancroft International, le recycleur Valpak et la PIMFA (Personal Investment & Financial Advice Association). Il est administrateur de The Catholic Herald et du Castle Trust - une société de prêts hypothécaires et d'investissement . Il est administrateur de la fondation pour le changement climatique Cool Earth aux côtés de la fondation pour la conservation des océans, la Blue Marine Foundation.